# Giacomo Durazzo
Giacomo Durazzo (ur. 27 kwietnia 1717 w Genui, zm. 15 października 1794 w Wenecji) - był dyplomatą w służbie Genui i Austrii.
W latach 1749–1752 był ambasadorem Genui przy dworze wiedeńskim. W latach 1754–1764 był dyrektorem przedstawień teatralnych na dworze cesarskim, a potem w latach 1764-1784 ambasadorem austriackim w Wenecji. W 1773 odznaczony Orderem Świętego Stefana.